# Odes et Ballades
Pour les articles homonymes, voir Ode (homonymie).
Odes et Ballades, publié en 1828, est le recueil des poèmes de jeunesse de Victor Hugo parus de 1822 à 1827.
L'inspiration des poèmes est à la fois monarchiste et catholique, bien qu’au cours des éditions successives on trouve de nombreux indices de l'évolution de l'auteur vers le libéralisme politique.

## Plan de l'ouvrage
Victor Hugo a écrit six préfaces pour ce recueil : en 1822, 1823, 1824, 1826, 1828 et 1853. Dans la dernière, il explique qu'il ne craint pas le tort d'une réédition de ces écrits monarchistes alors qu'il peut « dater cette préface de l'exil ».
Le recueil, dans sa forme définitive, se compose de deux parties : cinq livres d'odes et un livre de ballades.

## Poèmes notables
Trois des poèmes de jeunesse (Les Vierges de Verdun, Ode sur le Rétablissement de la Statue de Henri IV, et Moïse sur le Nil) furent primés par l'Académie des Jeux floraux de Toulouse pour les concours de 1819 et de 1820, et publiés dans le Recueil de cette Académie,, avant d'être publiés dans Odes et Ballades. Par les trois prix qui lui sont décernés, Victor Hugo a dès lors été Maître-ès-Jeux Floraux de 1820 de cette Académie.
En septembre 1818, il compose son premier poème Les Vierges de Verdun (qu'il publiera en recueil dans Odes et Ballades, 1, 3). Ce poème reçoit une Amaranthe d'or au concours de l'Académie des Jeux floraux de Toulouse de 1819,.
Dans la nuit du 5 au 6 février 1819, Victor Hugo veille sa mère, malade d'une fluxion de poitrine. Il en profite pour composer l’Ode sur le Rétablissement de la Statue de Henri IV (Odes et Ballades, 1, 6) pour l'envoyer le lendemain matin au même concours de l'Académie des Jeux floraux de 1819. Cette ode reçoit le Lys d'or,, prix accordé deux fois seulement dans l'histoire de cette Académie : en 1776, et 1819 pour le jeune Victor Hugo qui n'avait que 17 ans, et n'a plus été attribué depuis.
Son ode Moïse sur le Nil écrite en février 1820 (Odes et Ballades 4, 3), est récompensée la même année d'une Amaranthe d'or,.
Hors concours, il écrit Le Dévouement en décembre 1821 (Odes et Ballades, 4, 4) à la demande de l'Académie des Jeux floraux,. Cette ode avait pour titres originels qu'il avait laissé au choix de l'Académie : Barcelone, ou Le Dévouement dans la peste.
En rejoignant Adèle Foucher à Dreux, il écrit Au vallon de Cherizy après une halte dans le village de Cherisy.